# Злин Z-526
Злин Z-526 је чехословачки једномоторни, двоседи, једнокрилни нискокрилац, металне конструкције, са увлачећим стајним трапом који се користио као авион за обуку пилота и акробатско летење. 

## Пројектовање и развој
Најбољи авион Злин-ове серије авиона (Z-26, Z-126, Z-226, Z-326, Z-526 и Z-726) је авион Z-526 који је пројектован под вођством инж. Сватоплук Замечник-а. Прва верзија авиона Z-526 је полетела 3. септембра 1965. из које су изведене варијанте Z-526A, Z-526AS и на крају 1969. године, Z-526F која се разликује од претходних углавном због ново уграђеног мотора Авиа М-137а. Злин Z-526F је први тип, који може да лети акробације са пуном двоседом и идеалан је за акробатски обуку пилота. Поред тога, такође је погодан за вучу једрилица и обуку пилота свих нивоа почевши од основне обуке до високе акробатске.

## Технички опис
Авион Злин Z-526 је слободно носећи нискокрилац, двосед, металне конструкције са класичним увлачећим стајним трапом.
Труп авиона је решеткаста конструкција направљена од аутогено заварених челичних танкозидих цеви високе чврстоће. Предњи део трупа је обложен дуралуминијумским лимом, док је репни део трупа делимично обложен импрегнираним платном. У труп авиона елипсастог облика је смештена двоседа кабина у тандем распореду.
Погонска група може бити један од мотора: Walter Minor 6, Avia М 137 или Lycoming AЕIO-360. У највећем броју случајева то је био мотор Avia М 137а са снагом од 132 kW (180 KS). Елиса Авиа В 503А је метална, са променљивим кораком и регулацијом на хидраулични погон.
Крила су металне конструкције, конзолна и самоносећа са две рамењаче од дуралуминијума, трапезастог облика са одсеченим крајевима, обложена дуралуминијумским лимом. Репне површине- вертикални и хоризонтални стабилизатори као и кормило правца и висине као носећу конструкцију имају конструкцију од дуралуминијума а облогу од импрегнираног платна.
Стајни трап авиона је био класичне диспозиције (две предње ноге испод крила и један репни точак). Точкови се за време лета делимично увлаче у крила и то уназад, а механизам за увлачење точкова се покреће електричним погоном. Трећи самоуправљив точак који се налази испод репа авиона имао је опружну амортизацију.

### Варијанте авиона Злин Z-526
- Једноседе варијанте
- Z-526A - са мотором Walter Minor 6 снаге 118 kW
- Z-526AF - са мотором AVIA M-137a снаге 132 kW
- Z-526FC - са мотором AVIA M-137a снаге 132 kW
- Двоседе варијанте
- Z-526 - са мотором Walter Minor 6 снаге 118 kW
- Z-526F - са мотором AVIA M-137a снаге 132 kW
- Z-526L - са мотором Lycoming AIO-360 B1B снаге 147 kW и елисом Харцел
- Z-526M - са мотором AVIA M-137a снаге 132 kW

## Земље које су користиле авионе Злин Z-526
| - Аустрија - Белгија - Бугарска - Данска - Чехословачка - Источна Немачка - Немачка - Пољска - Мађарска - Југославија | - Нови Зеланд - Румунија - Француска - Ирак - Италија - Велика Британија - Швајцарска - Шведска - Шпанија - САД |

## Оперативно коришћење
Серијска производња авиона серије "Тренер" је трајала од 1949. до 1974. године и у том периоду је произведено шест прогресивно модернизованих основних типова (Z-26, Z-126, Z-226, Z-326, Z-526, Z-726). Родоначелника ове веома успешне серије авиона, авион Z-26 је пројектовао инжењер Карел Томаш 1947. године а превасходна намена му је била обука спортских пилота и акробатика.
Укупна производња (комплетне серија) је достигла скоро 1.500 авиона, а са успехом су се извозили у 33 земаље, укључујући ту и земље са веома развијеном авио индустријом. Најмасовнију примену серија авиона "Тренер" је доживела у обуци војних пилота а затим за основну обуку спортских пилота и акробата. Са овим авионима су постигнути, у то време бројни успеси на ваздухопловним такмичењима широм света.

### Авион Злин Z-526 у Југославији
У југословенском ваздухопловству је коришћено укупно 26 авиона Злин у периоду од 1962 до данашњих дана. 18 авиона је коришћено у ЈРВ за обуку питомаца Војно ваздухопловне академије а остали су коришћени за цивилне сврхе у Ваздухопловном савезу Југославије и Пилотској школи ЈАТ-а у Вршцу.